# カンゼ・チベット族自治州
カンゼ・チベット族自治州（カンゼ-チベットぞく-じちしゅう）は、中華人民共和国四川省に位置する自治州。チベット語名の「カンゼ（dkar mdzes）」とは、「白く美しい」の意で、中国語名の「甘孜」はその音写である。
日本語ではチベット語にもとづく「カンゼ」というカナ転写のほか、漢字の表記を音写した「カンツー」などの表記例が見られる。漢字名の音読みは「かんし」。「プーリー」は「チベット民族」、「ランキョン」とは「自治」の意で、クルは州に相当する地方行政単位。チベットの伝統的な地理区分ではカム地方の東部に相当する。

## 概要
中国語では、チベット自治区のチャムド地区やこの州などのカム地方を「康」と略称する。この州の州都の中国名「康定（カンディン、チベット名: ダルツェド、dar rtse mdo）」は、「カムの地を平定する」の意。
カム地方の人々はチベット語で「カムパ (khams pa)」と称し、中国語でもこれを音訳して康巴（カンパ、拼音: Kāngbā）地区あるいは康区ともいう。東は四川省のアバ・チベット族チャン族自治州、雅安市、南は涼山イ族自治州、雲南省のデチェン・チベット族自治州と接し、西は金沙江（ディチュ河）沿いにチベット自治区のチャムド地区、北は青海省の玉樹チベット族自治州、ゴロク・チベット族自治州と接する。
州内には沙魯里山脈、大雪山脈など、南北に走り横断山脈を構成する非常に高い山脈が連なる。また中央を雅礱江 (nyag-chu)が流れる。
1950年代には、中国共産党によるチベット併合を巡って、カム反乱が起こった。

## 歴史
- 1725年 - 雍正のチベット分割の際、この地のチベット人諸侯たちの所領は四川省に配分され、四川総督を介して清朝皇帝より所領の安堵を受ける（「カンゼ地方」という地域的枠組みの起源）。
- 1905年 - 1910年 - 四川総督趙爾豊は四川兵を率い、この地よりラサに至るまでの領域を占領、この地の諸侯や「西蔵」のガンデンポタンを取り潰し、「西蔵」「西康」の二つの省を設置しようと構想。
- 1912年 - 1933年 - 辛亥革命により、建設途上にあった趙の事業は瓦解、ガンデンポタンはチベット国の独立と国土回復を目指して東進、この地は中国とチベットの争奪の舞台となる。
- 1936年 - 長征途上の中国共産党、西康各地のチベット人たちに「チベット人政府（波巴政府）」を樹立させ、5月1日、これらの代表をカンゼにあつめて「チベット人政権全国大会」を開催、「チベット人人民共和国中央政府」を組織させる。
- 1939年 - 中華民国国民政府、名目上はカム全域を領域として西康省を発足させる。
- 1950年12月15日 - 中華人民共和国人民政府、西康省の名目上の領域のうち、西康省が実効支配を確立していたディチュ河以東の地に西康省蔵族自治区を設置。
- 1955年 - 西康省およびチベット族自治区を廃止し、「自治州」に格下げして四川省に併合、カンゼ・チベット族自治州となる。

## 民族
- チベット族 - 康定市以西の山地でカンゼ・チベット族自治州の大半がチベット族
- 漢族 - 瀘定県に集まり、康定市、丹巴県、九竜県に雑居する
- イー族 - 九竜県及び瀘定県磨西鎮
- 回族 - 各地に散居するが、康定市に比較的多い
- チャン族 - 丹巴県

## 行政区画
1県級市・17県を管轄する。

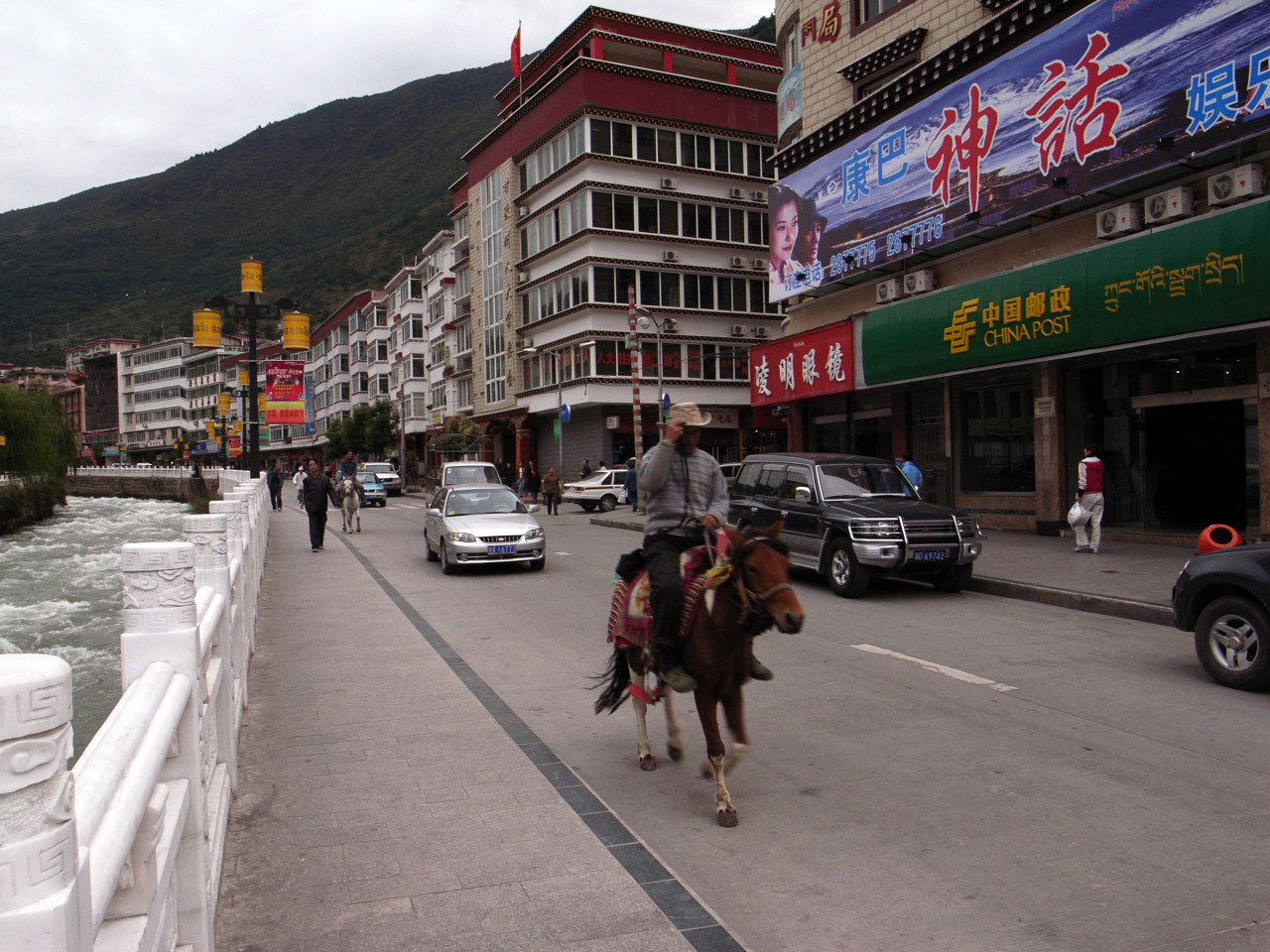
ダルツェドの街並み

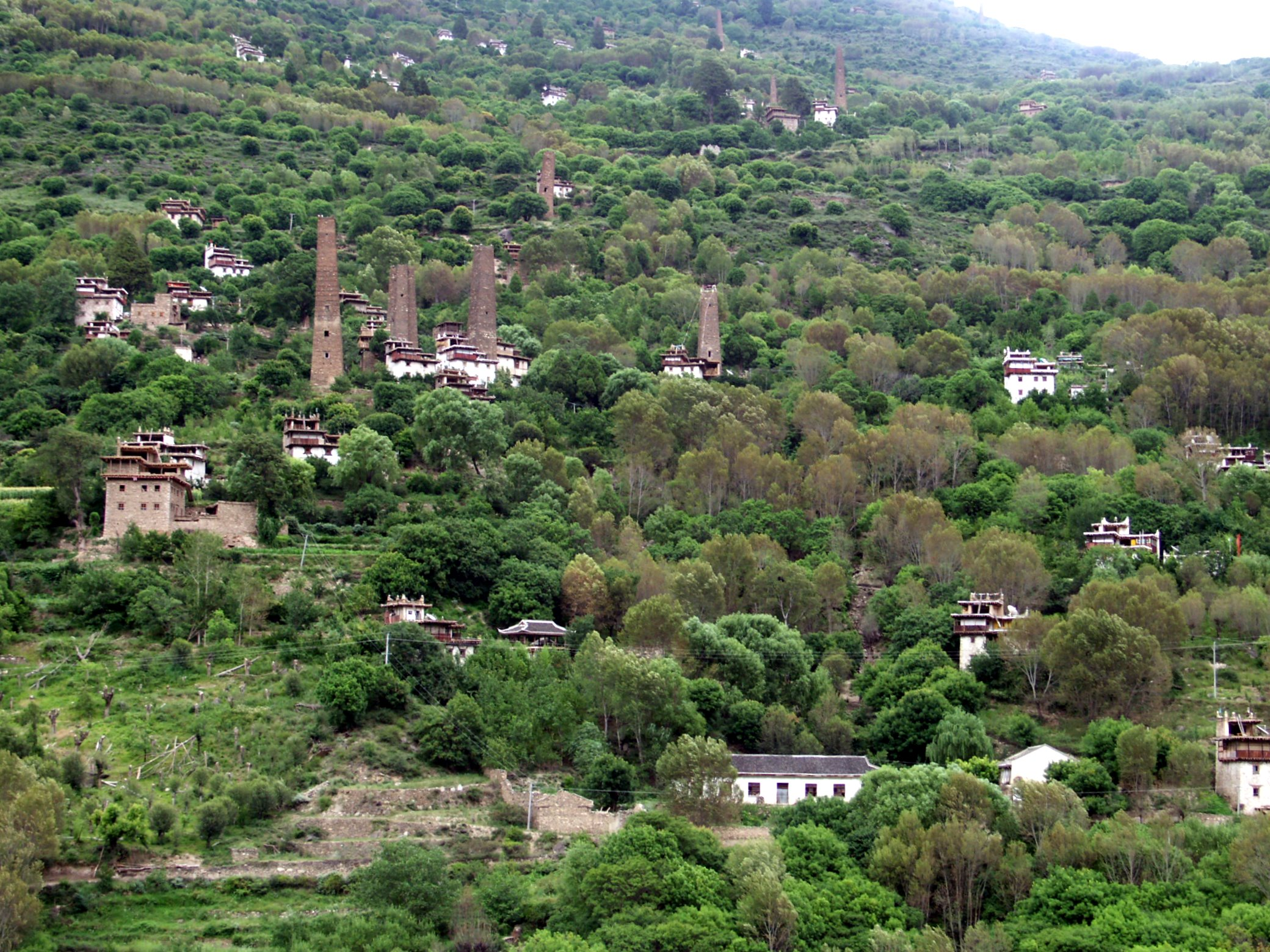
ロンタクにあるギャロン・チベット族の石塔

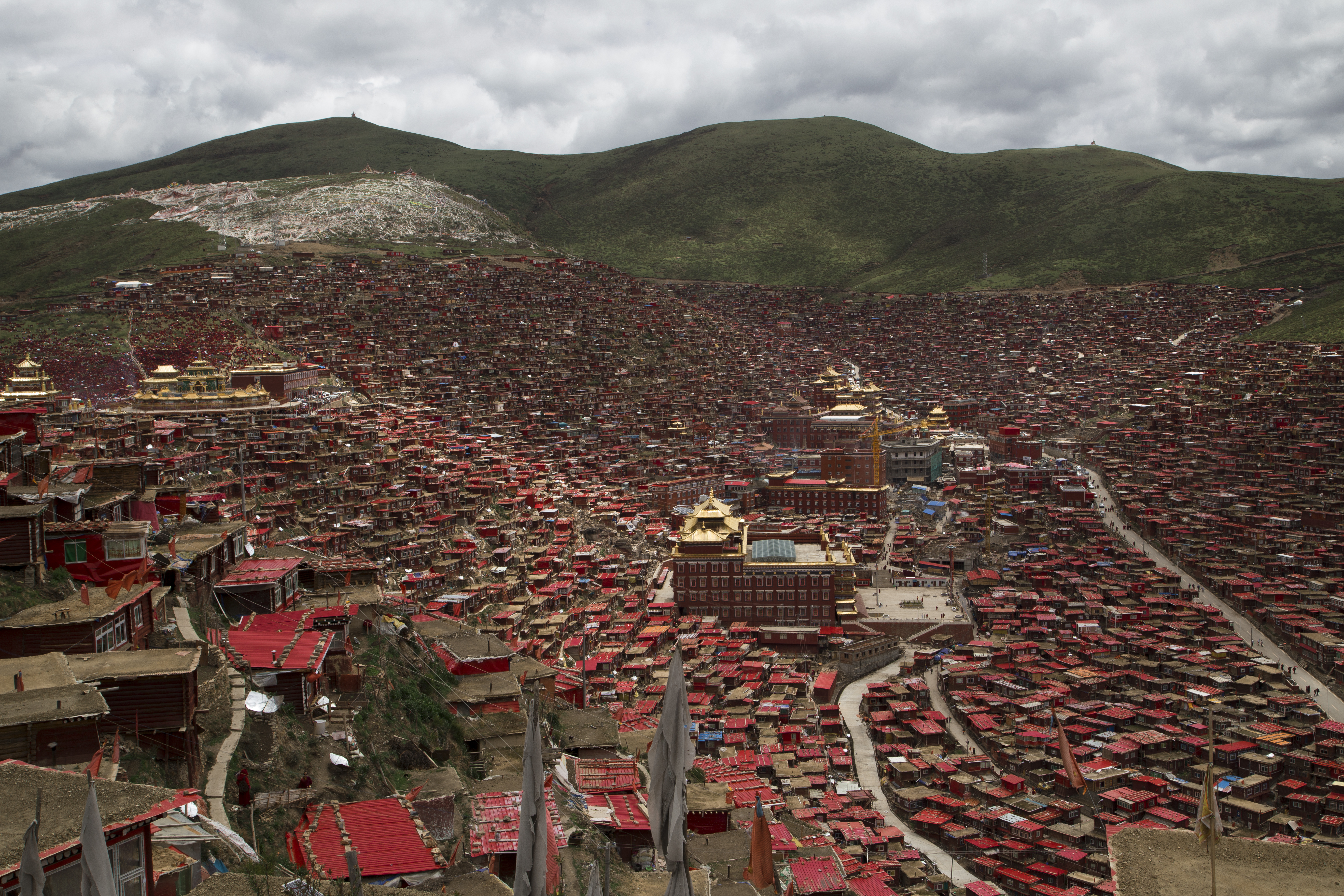
ラルンガル・ゴンパ

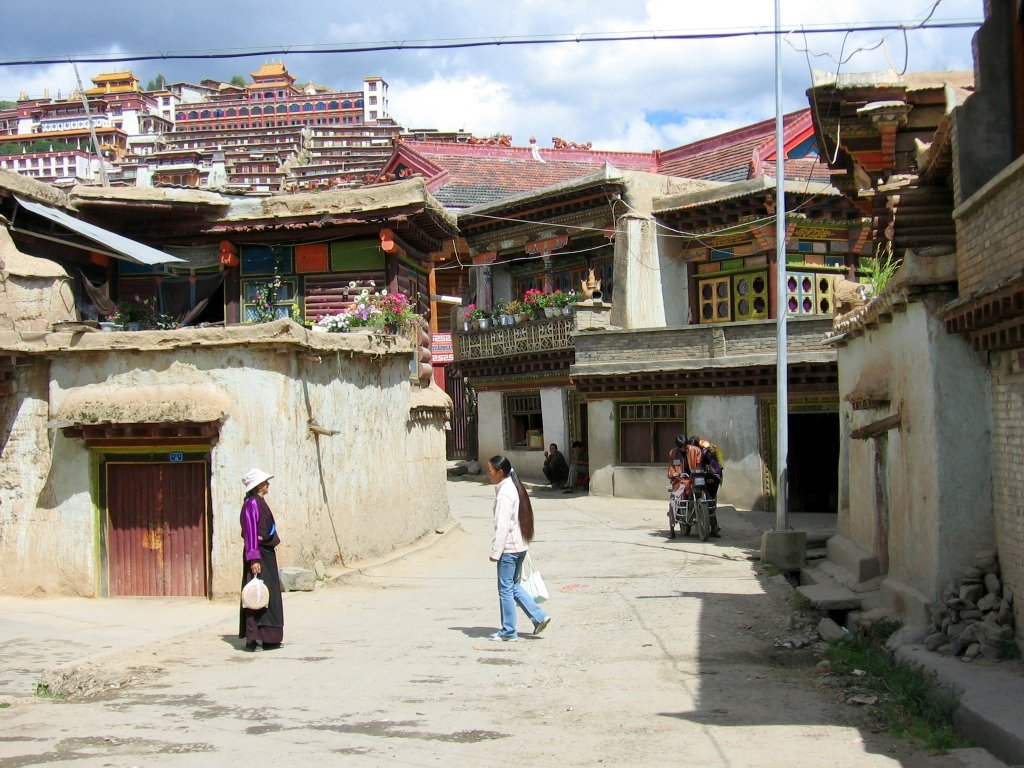
丘の上にそびえるガンゼ・ゴンパ

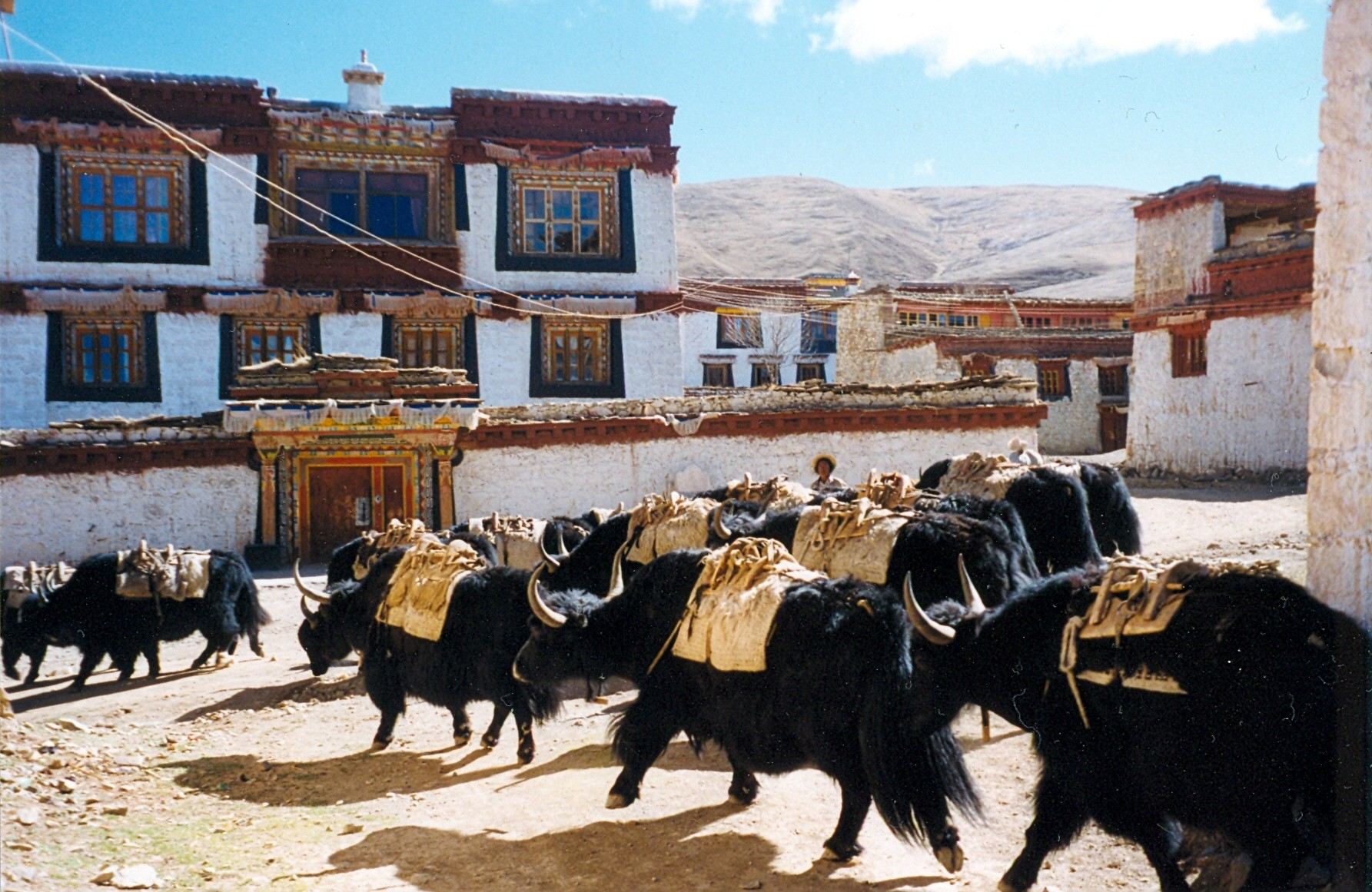
リタン・ゴンパ

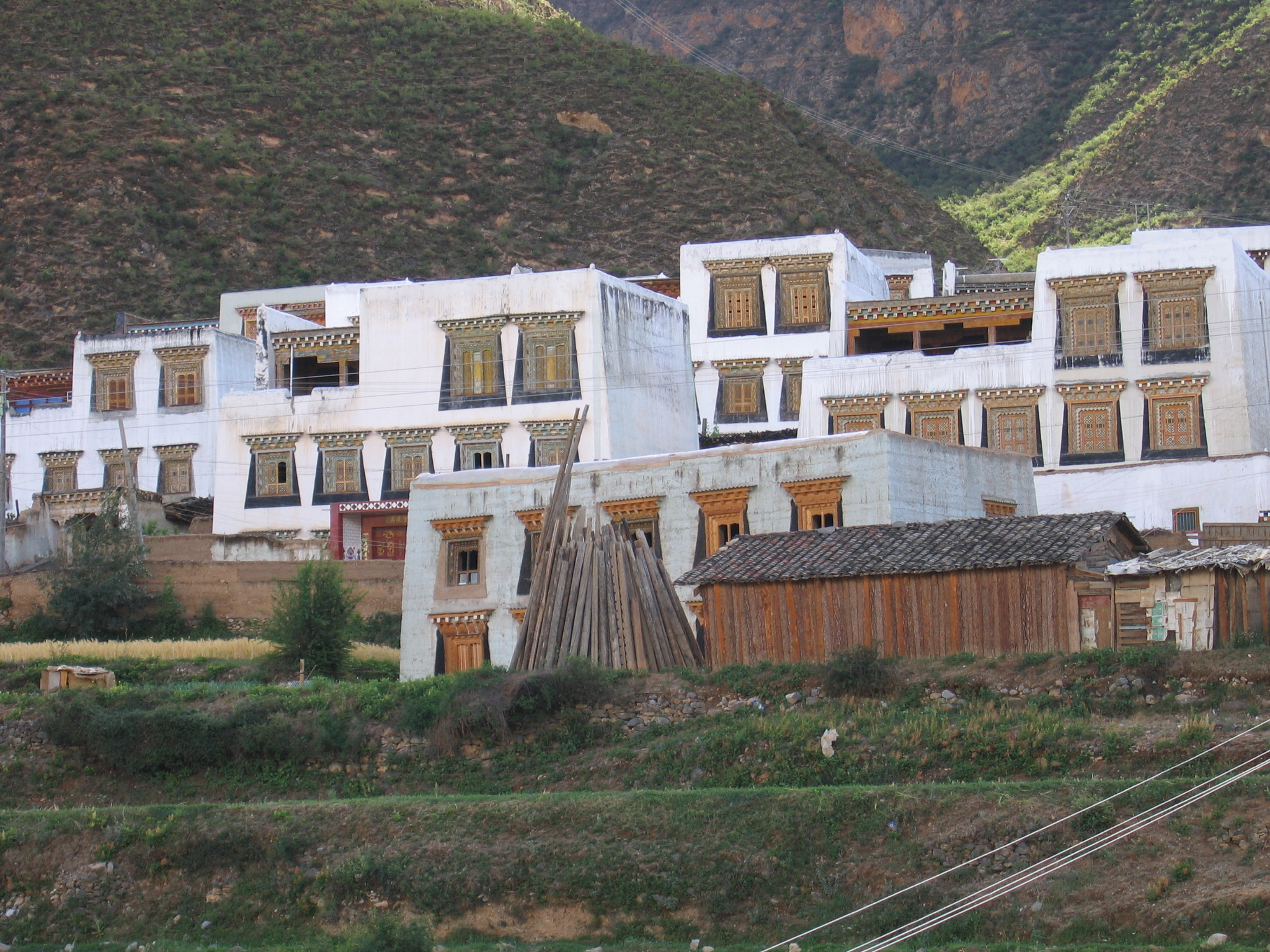
チャクテンの住居

- 康定市（ダルツェド、དར་མདོ་གྲོང་ཁྱེར་, dar rtse mdo） - カンゼ州の州都。主要地は同名の康定で標高 2,500 メートルにあり、3 キロメートル四方ほどの小さな町。古くからチベットと中国の交易の中継地として栄えた。現在、チベット寺院の他、回族のモスク、キリスト教会もある。チベット族、漢族と並んでイー族も多い。1954年にダライ・ラマ14世が北京に向かった際の滞在地[1]。(北緯30度03分03秒 東経101度57分50秒 / 北緯30.050819度 東経101.96394度)
- 瀘定県（チャクサム、ལྕགས་ཟམ་རྫོང, lcags zam） - 大渡河を渡る1706年に作られた吊り橋・瀘定橋が名所。
- 丹巴県（ロンタク、རོང་བྲག་རྫོང་, rong brag） - このあたりに住むギャロン・チベット族は、7世紀に始まったチベット族の支配によりチベット化した先住民族の末裔と言われる。言葉もチベット語とは系列の違うギャロン語を話す。文化的にもチベット族よりもむしろチャン族に近い[1]。
- 九竜県（ギェスル、བརྒྱད་ཟུར་རྫོང, brgyed zur）
- 雅江県（ニャクチュ、ཉག་ཆུ་རྫོང་, nyag chu）
- 道孚県（タウ、རྟ་འུ་རྫོང་, rta'u） - タウのチベット人が話す言葉はまったくチベット語には聞こえず、近隣のどの言葉とも似ていない。西夏の末裔と言われている。古くから材木の産地として知られるが、周辺の山々は丸裸になってしまった。リンゴの産地としても有名[1]。
- 炉霍県（タンゴ、བྲག་འགོ་རྫོང་, brag 'go） - 1973年春の大地震で廃墟となったが、その後再建された。チベット系民族衣装率が高い。17世紀に創建されたゲルク派の大僧院ダンゴ・ゴンパがある[1]。(北緯31度23分52秒 東経100度40分39秒 / 北緯31.397751度 東経100.677509度)
- 甘孜県（カンゼ、དཀར་མཛེས་རྫོང་, dkar mdzes） - カム北部の中心地のひとつで交易の町。州の名前になっているが州都ではない。デルゲ、ニャロン、パンユルからの道がつながる交通の要所。ゲルク派の大僧院カンゼ・ゴンパがある[1]。(北緯31度26分00秒 東経100度37分08秒 / 北緯31.433204度 東経100.618973度)
- 新竜県（ニャロン、ཉག་རོང་རྫོང་, nyag rong） - 旅行者は少ない。『チベット入門』の著者ペマ・ギャルポの出身地[1]。19世紀にここの首長ゴンポ・ナムギャルがニャロンの反乱を起こし、一時的に東チベット全域を制圧している[2]。
- 徳格県（デルゲ、སྡེ་དགེ་རྫོང་, sde dge） - 経典を印刷するデルゲ・バルカンがある。かつてデルゲ王が支配した小王国であり、昔から独立志向が強い地域だった[1]。吐蕃から追放されたガル一族が7世紀に根拠とした[3]。1448年には第1代デルゲ王ボタル・タシ・センゲと行者タントン・ギャルポがサキャ派の寺デルゲ・ゴンチェンを創建する[1]。18世紀、ダライ・ラマ7世が一時亡命していたことがある[4]。また、18世紀のデルゲ王テンパ・ツェリンはチベット大蔵経のデルゲ版を完成させている[1]。
- 白玉県（ペユル、དཔལ་ཡུལ་རྫོང་, dpal yul） - ニンマ派6大本山のカトク･ゴンパ、ペユル・ゴンパがある[1]。
- 石渠県（セルシュル、སེར་ཤུལ་རྫོང་, ser shul, ザチュカ） - ゲルク派のセルシュル・ゴンパがある。
- 色達県（セルタル、གསེར་ཐར་རྫོང་, gser thar） - チベット最大級のニンマ派の僧院、ラルンガル僧院がある。東チベット全域で絶大な人気を誇るケンポ・ジグメ・プンツォクの出身地であり、ラルンガルに対する中国当局の監視体制は今も厳しい[1]。
- 理塘県（リタン、ལི་ཐང་རྫོང་, li thang） - ダライラマ7世、10世の出身地。1950年代の反政府組織チュシ・ガンドゥクの総司令官、ゴンポ・タシの出身地でもある。リタン・ゴンパはダライ・ラマ3世が創建した[1]。(北緯29度52分29秒 東経101度19分06秒 / 北緯29.874588度 東経101.318321度)
- 巴塘県（バタン、འབའ་ཐང་རྫོང་, 'ba' thang） - (北緯29度59分41秒 東経100度16分01秒 / 北緯29.994786度 東経100.267067度)
- 郷城県（チャクテン、ཕྱག་འཕྲེང་རྫོང་, phyag phreng）
- 稲城県（ダプパ、འདབ་པ་རྫོང་, 'dab pa）
- 得栄県（デロン、སྡེ་རོང་རྫོང་, sde rong） - カンゼ・チベット族自治州で一番小さな県[1]。

| カンゼ・チベット族自治州の地図                                                                                                |
| --- |
| 康定市 瀘定県 丹巴県 九竜県 雅江県 道孚県 炉霍県 甘孜県 新竜県 徳格県 白玉県 石渠県 色達県 理塘県 巴塘県 郷城県 稲城県 得栄県 |

### 年表
この節の出典

#### 康定専区
- 1949年10月1日 - 中華人民共和国西康省康定専区が成立。康定県・瀘定県・丹巴県・九竜県・雅江県・道孚県・炉霍県・甘孜県・瞻化県・徳格県・白玉県・石渠県・理化県・巴安県・定郷県・稲城県・得栄県・泰寧県・鄧柯県・義敦県・金湯設治局が発足。(20県1設治局)
- 1950年11月24日 - 康定専区が民族自治区に移行し、チベット族自治区となる。

#### 西康省チベット族自治区
- 1951年3月7日 - 金湯設治局が康定県に編入。(20県)
- 1951年12月8日 - 炉霍県の一部が川西行署区茂県専区靖化県に編入。(20県)
- 1952年5月9日 (20県)
  - 巴安県が巴塘県に改称。
  - 理化県が理塘県に改称。
  - 定郷県が郷城県に改称。
  - 瞻化県が新竜県に改称。
  - 泰寧県が乾寧県に改称。
- 1952年11月9日 (6県)
  - 甘孜県・道孚県・炉霍県・徳格県・鄧柯県・石渠県・新竜県・白玉県がチベット族自治区甘孜弁事処に編入。
  - 理塘県・巴塘県・郷城県・稲城県・得栄県・義敦県がチベット族自治区理塘弁事処に編入。
- 1954年8月19日 - 雅安専区石棉県の一部が瀘定県に編入。(6県)
- 1955年3月 - チベット族自治区がチベット族自治州に改称。

チベット族自治区甘孜弁事処
- 1952年11月9日 - チベット族自治区甘孜県・道孚県・炉霍県・徳格県・鄧柯県・石渠県・新竜県・白玉県を編入。チベット族自治区甘孜弁事処が成立。(8県)
- 1955年3月 - チベット族自治区甘孜弁事処がチベット族自治州甘孜弁事処に改称。

チベット族自治区理塘弁事処
- 1952年11月9日 - チベット族自治区理塘県・巴塘県・郷城県・稲城県・得栄県・義敦県を編入。チベット族自治区理塘弁事処が成立。(6県)
- 1955年3月 - チベット族自治区理塘弁事処がチベット族自治州理塘弁事処に改称。

#### 西康省チベット族自治州
- 1955年7月30日 - 西康省の分割により、四川省チベット族自治州となる。

西康省チベット族自治州甘孜弁事処
- 1955年7月30日 - 西康省の分割により、四川省チベット族自治州甘孜弁事処となる。

西康省チベット族自治州理塘弁事処
- 1955年7月30日 - 西康省の分割により、四川省チベット族自治州理塘弁事処となる。

#### 四川省チベット族自治州
- 1955年11月9日 
  - 瀘定県が雅安専区に編入。
  - 康定県・乾寧県・九竜県・丹巴県・雅江県がカンゼ・チベット族自治州康定弁事処に編入。

四川省チベット族自治州甘孜弁事処
- 1955年11月9日 - 甘孜県・道孚県・炉霍県・新竜県・白玉県・石渠県・鄧柯県・徳格県がカンゼ・チベット族自治州に編入。

四川省チベット族自治州理塘弁事処
- 1955年11月9日 - 理塘県・義敦県・郷城県・稲城県・巴塘県・得栄県がカンゼ・チベット族自治州理塘弁事処に編入。

#### カンゼ・チベット族自治州
- 1955年11月9日 - チベット族自治州甘孜弁事処甘孜県・道孚県・炉霍県・新竜県・白玉県・石渠県・鄧柯県・徳格県を編入。カンゼ・チベット族自治州が成立。(8県)
- 1956年4月13日 - 甘孜県・炉霍県の各一部が合併し、色達県が発足。(9県)
- 1958年5月16日 - カンゼ・チベット族自治州康定弁事処康定県・乾寧県・九竜県・丹巴県・雅江県・瀘定県、カンゼ・チベット族自治州理塘弁事処理塘県・義敦県・郷城県・稲城県・巴塘県・得栄県を編入。(21県)
- 1958年10月20日 - 色達県の一部がアバ・チベット族自治州馬爾康県・綽斯甲県・大金県の各一部と合併し、アバ・チベット族自治州壌塘県となる。(21県)
- 1958年11月17日 - 新竜県の一部が雅江県・炉霍県・道孚県に分割編入。(21県)
- 1958年11月25日 (21県)
  - 理塘県の一部が雅江県に編入。
  - 丹巴県の一部が乾寧県に編入。
- 1959年8月28日 (21県)
  - 色達県の一部がアバ・チベット族自治州壌塘県に編入。
  - アバ・チベット族自治州小金県の一部が丹巴県に編入。
- 1960年12月26日 - アバ・チベット族自治州壌塘県の一部が色達県に編入。(21県)
- 1961年12月30日 (21県)
  - 新竜県の一部(呷衣村・布里村・吾老西村・黒悪村)が理塘県に編入。
  - 理塘県の一部(衣拉村)が新竜県に編入。
- 1978年7月1日 (18県)
  - 乾寧県が道孚県・雅江県に分割編入。
  - 鄧柯県が徳格県・石渠県に分割編入。
  - 義敦県が巴塘県・理塘県に分割編入。
- 1991年7月26日 - 理塘県の一部が巴塘県に編入。(18県)
- 1992年11月11日 - 巴塘県の一部が得栄県に編入。(18県)
- 2015年2月17日 - 康定県が市制施行し、康定市となる。(1市17県)

カンゼ・チベット族自治州康定弁事処
- 1955年11月9日 - チベット族自治州康定県・乾寧県・九竜県・丹巴県・雅江県を編入。カンゼ・チベット族自治州康定弁事処が成立。(5県)
- 1956年10月8日 - 雅安専区瀘定県を編入。(6県)
- 1958年5月16日 - 康定県・乾寧県・九竜県・丹巴県・雅江県・瀘定県がカンゼ・チベット族自治州に編入。

カンゼ・チベット族自治州理塘弁事処
- 1955年11月9日 - チベット族自治州理塘弁事処理塘県・義敦県・郷城県・稲城県・巴塘県・得栄県を編入。カンゼ・チベット族自治州理塘弁事処が成立。(6県)
- 1958年5月16日 - 理塘県・義敦県・郷城県・稲城県・巴塘県・得栄県がカンゼ・チベット族自治州に編入。

## 教育

### 大学
- 四川民族学院（中国語版）

## 交通

### 航空
- ダルツェムド空港
- 稲城亜丁空港

### 道路
- 高速道路
  - 雅葉高速道路

国道
- G317国道
- G318国道
- G350国道（中国語版）

## 健康・医療・衛生
- 甘孜州人民医院、甘孜蔵族自治州衛生学校附属医院、康定市人民医院、康定市第二人民医院、海螺溝景区人民医院、瀘定県人民医院
- 丹巴県人民医院、九竜県人民医院、雅江県人民医院、道孚県人民医院、炉霍県人民医院、甘孜県人民医院、新竜県人民医院、徳格県人民医院
- 白玉県人民医院、石渠県人民医院、色達県人民医院、理塘県人民医院、巴塘県人民医院、郷城県人民医院、稲城県人民医院、稲城県中蔵医院
- 得栄人民医院

## 出身人物
- 亜東
- alan